# Hans-Hugo Steinhoff
Hans-Hugo Steinhoff (* 3. Oktober 1937 in Fulda; † 1. April 2004 in Paderborn) war ein deutscher Universitätsprofessor für Deutsche Sprache und Literatur des Mittelalters mit den Forschungsschwerpunkten mittelhochdeutsche Epik und frühneuhochdeutscher Prosaroman.

## Leben
Hans-Hugo Steinhoff studierte von 1957 bis 1963 Germanistik, Klassische Philologie und Philosophie in Marburg, München und Mainz. 1963 promovierte er in Marburg mit einer Studie zur Darstellung gleichzeitiger Geschehnisse im mittelhochdeutschen Epos. 1964 legte er dort die Erste Philologische Staatsprüfung für das Lehramt an Gymnasien ab. Von 1964 bis 1969 war er in Marburg Wissenschaftlicher Assistent bei Werner Schröder, von 1969 bis 1974 Akademischer (Ober-)Rat in Stuttgart und von 1974 bis 2003 Professor für Deutsche Sprache und Literatur des Mittelalters an der Gesamthochschule Paderborn, später Universität Paderborn. Dort gehörte er von 1976 bis 1983 als Konrektor für Forschung auch dem Rektorat unter Friedrich Buttler und von 1987 bis 1999 dem Akademischen Senat an. Darüber hinaus gehörte er, zum Teil über viele Jahre und in Leitungsfunktionen, zahlreichen weiteren Gremien wie der Struktur- und Haushaltskommission, der Kommission für wissenschaftlichen Nachwuchs, der Kommission für das Bibliothekswesen und dem Promotions- und Magisterausschuss an. Von 1987 bis 1989 war er Mitglied im Gründungsvorstand des Heinz Nixdorf-Instituts, später dann auch im Zentrum für Kulturwissenschaften und im Institut zur interdisziplinären Erforschung des Mittelalters und seines Nachwirkens (IEMAN) der Universität Paderborn.
Steinhoffs bedeutendste Publikation ist die – wie andere seiner Publikationen auch – von der Deutschen Forschungsgemeinschaft (DFG) geförderte Edition, Übersetzung und Kommentierung des mittelhochdeutschen „Prosalancelot“ in einer zweisprachigen Ausgabe in fünf Bänden. Sie wurde von Joachim Heinzle als „philologische Großtat“ gefeiert. Darüber hinaus hat beispielsweise seine mit Kurt Gärtner verfasste Minimalgrammatik zur Arbeit mit mittelhochdeutschen Texten viel Beachtung gefunden.
Steinhoff war mit Sigrid Steinhoff verheiratet und Vater von zwei Töchtern.

## Monographien (Auswahl)
- Die Darstellung gleichzeitiger Geschehnisse im mittelhoch- deutschen Epos. Studien zur Entfaltung der poetischen Technik vom Rolandslied bis zum ‘Willehalm’. München: Eidos 1964 (= Medium Aevum 4).
- Minimalgrammatik zur Arbeit mit mittelhochdeutschen Texten. Übersicht über die wichtigsten Abweichungen vom Neuhochdeutschen. Göppingen: Kümmerle 1976; 7., verb. Aufl. Göppingen: Kümmerle 2001 (= GAG 183); zus. mit Kurt Gärtner. ISBN 3-87452-316-0.
- Feste und Feiern im Mittelalter. Eine Ausstellung von Handschriften und Frühdrucken in der Universitätsbibliothek. Katalog Paderborn 1989. Ms.druck; zus. mit Ernst Bremer.

## Herausgeberschaften (Auswahl)

### Reihe
- Veröffentlichungen der Wolfram von Eschenbach-Gesellschaft. Wolfram Studien 4–8 (1977–1984); zus. mit Walter Haug und Werner Schröder. ISBN 978-3-503-00478-2; ISBN 978-3-503-00736-3; ISBN 3-503-00795-4; ISBN 978-3-503-01239-8.

### Sammelbände
- Studien zur frühmittelhochdeutschen Literatur. Cambridger Colloquium 1971. Berlin: Schmidt 1974; zus. mit Leslie Peter Johnson und Roy A. Wisbey. ISBN 3-503-00760-1.
- Kleinere Erzählformen im Mittelalter. Paderborner Colloquium 1987. Paderborn u. a.: Schöningh 1988 (= Schriften der Universität-Gesamthochschule Paderborn, Reihe Sprach- und Literaturwissenschaft 10); zus. mit Klaus Grubmüller und Leslie Peter Johnson. ISBN 978-3-506-78460-5.
- Feste und Feiern im Mittelalter. Paderborner Symposion des Mediävistenverbandes. Sigmaringen: Thorbecke 1991; mit Detlef Altenburg und Jörg Jarnut. ISBN 978-3-7995-5402-2.

## Editionen
- Gottfried von Straßburg: „Tristan“. Ausgewählte Abbildungen zur Überlieferung. Göppingen: Kümmerle 1974 (= Litterae 19). ISBN 3-87452-145-1.
- Konrad von Würzburg: Ein schöne Historia von Engelhart auss Burgunt. Der „Engelhard“ Konrads von Würzburg in Abbildung des Frankfurter Drucks von 1573. Mit einer bibliographischen Notiz zu Kilian Han. Göppingen: Kümmerle 1987 (= Litterae 107). ISBN 3-87452-676-3.
- Lancelot. Nach der Kölner Papierhandschrift W. f°46* Blankenheim und der Heidelberger Pergamenthandschrift Pal. Germ. 147. Hg. v. Reinhold Kluge. Bd. 4: Namen- und Figurenregister. Berlin: Akademie-Verlag 1997 (= DTM 80); bearbeitet, zus. mit Klaudia Wegge. ISBN 3-05-003227-8.
- Frühe Nürnberger Fastnachtspiele. Paderborn u. a.: Schöningh 1998 (= Schöninghs mediävistische Editionen 4); zus. mit Klaus Ridder. ISBN 978-3-506-78506-0.
- Prosalancelot. Bd. 1, 2: Lancelot und Ginover. Nach der Heidelberger Handschrift Cod.Pal.germ.147, hg. v. Reinhold Kluge. Ergänzt durch die Handschrift Ms. allem. 8017–8020 der Bibliothèque de l’Arsenal Paris. (Übers. und kommentiert). Frankfurt a. M.: Deutscher Klassiker-Verlag 1995 (= Bibliothek des Mittelalters 14, 15; Bibliothek deutscher Klassiker 123). Nachdruck: Frankfurt a. M. / Leipzig: Insel 2005, ISBN 3-618-66130-4.
- Prosalancelot. Bd. 3, 4: Lancelot und der Gral. Nach der Heidelberger Handschrift Cod.Pal.germ.147, hg. v. Reinhold Kluge. Ergänzt durch die Handschrift Ms. allem. 8017–8020 der Bibliothèque de l’Arsenal Paris. (Übers. und kommentiert). Frankfurt a. M.: Deutscher Klassiker-Verlag 2003 (= Bibliothek des Mittelalters 16, 17; Bibliothek deutscher Klassiker 183). ISBN 3-618-66160-6.
- Prosalancelot. Bd. 5: Die Suche nach dem Gral. Der Tod des Königs Artus. Nach der Heidelberger Handschrift Cod.Pal.germ.147, hg. v. Reinhold Kluge. (Übers. und kommentiert). Frankfurt a. M.: Deutscher Klassiker-Verlag 2004 (= Bibliothek des Mittelalters 18; Bibliothek deutscher Klassiker 190). ISBN 3-618-66180-0.

## Aufsätze (Auswahl)
- Gottfried von Straßburg in „marxistischer“ Sicht. Bemerkungen zu einer neuen Tristan-Interpretation. In: WW. Band 17, 1967, S. 105–113.
- Zur Entstehungsgeschichte des deutschen Prosa-Lancelot. In: Peter F. Ganz, Werner Schröder (Hrsg.): Probleme mittelalterlicher Überlieferung und Textkritik. Oxforder Colloquium 1966. Schmidt, Berlin 1968, S. 81–95. Wiederabdruck in: F. P. van Oostrom (Hrsg.): Arturistiek in artikelen. Een bundel foto- mechanisch herdrukte studies over Middelnederlandse Arturromans. Met een biblio- grafie van de Middelnederlandse Arturistiek sinds 1945. HES, Utrecht 1978, S. 149–163.
- Zum Studium der Sprache und der Literatur des Mittelalters. In: Hans-Georg Kemper, Hermann Müller-Solger, Hans-Hugo Steinhoff (Hrsg.): Studienreform Germanistik. Empfehlungen für das Studium des Lehrers der Sekundarstufe II im Fache Germanistik. Niemeyer, Tübingen 1972, S. 58–61.
- Zum Münchener Lancelot-Fragment (Cgm. 5250, Nr. 25) (= Wolfram-Studien. 2). 1974, S. 254–258.
- Artusritter und Gralsheld: Zur Bewertung des höfischen Rittertums im Prosa-Lancelot. In: Harald Scholler (Hrsg.): The Epic in Medieval Society. Aesthetic and Moral Values. Niemeyer, Tübingen 1977, S. 271–289.
- Kein Albrecht von Eyb. Eine Grisardis-Handschrift aus Philadelphia. In: ZfdA. Band 113, 1984, S. 132–135.
- Ein neues Fragment von „Manuel und Amande“ (= Handschriftenfunde zur Literatur des Mittelalters. 87). In: ZfdA. Band 113, 1984, S. 242–245.
- Merseburger Zaubersprüche. In: Verfasserlexikon. 2. Auflage. Band 6, 1986, Sp. 410–418.
- Millstätter Blutsegen. In: Verfasserlexikon. 2. Auflage. Band 6, 1986, Sp. 531.
- mit Hartmut Broszinski: Fuldaer „Passional“-Fragmente: Von Sante Georgio (= Handschriftenfunde zur Literatur des Mittelalters. 146). In: ZfdA. Band 129, 2000, S. 414–419
- Lancelot in Germany. Übersetzung von Carol Dover und Astrid Weigert. In: Carol Dover (Hrsg.): A Companion to the Lancelot-Grail Cycle. Brewer, Cambridge, England 2003 (= Arthurian Studies. Band 54), S. 173–184.
- Epilog: Legenden um Kunigunde. In: Matthias Wemhoff (Hrsg.): Kunigunde – empfange die Krone. Bonifatius, Paderborn 2002, S. 85–92.

## Bibliographien
- Bibliographie zu Gottfried von Straßburg. Berlin: Schmidt 1971 (= Bibliographien zur Deutschen Literatur des Mittelalters 5). ISBN 978-3-503-00574-1.
- Allemagne et Autriche / Deutschland und Österreich. Bibliographie für 1975–1981. In: BBSIA 27 (1975), S. 23–65; 28 (1976), S. 23–65; 29 (1977), S. 27–60, 30 (1978), S. 27–65; 31 (1979), S. 27–60, 32 (1980), S. 27–80; 33 (1981), S. 27–70; 34 (1982), S. 28–50; zus. mit Heinz Bergner, Kurt Gärtner, Albert Gier, Karl Heinz Göller, Joachim Heinzle, Wilhelm Kellermann und Ernstpeter Ruhe.
- Bibliographie zu Gottfried von Straßburg. 2. Berichtszeitraum 1970–1983. Berlin: Schmidt 1986 (= Bibliographien zur Deutschen Literatur des Mittelalters 9). ISBN 978-3-503-02240-3.

## Lexikonartikel
Steinhoff hat ca. 150 Lexikonartikel, etwa im Verfasserlexikon, verfasst.

## Rezensionen
Steinhoff hat ca. 150 Rezensionen selbstständig erschienener Schriften verfasst.